# ميجيل أنخيل غونزاليس غونزاليس
ميجيل أنخيل غونزاليس غونزاليس (بالإسبانية: Migue) (14 مارس 1980 بتاراسا في إسبانيا - ) هو لاعب كرة قدم إسباني في مركز الدفاع. لعب مع ديبورتيفو ألافيس وسبورتينغ خيخون ب ونادي برشلونة ج ونادي جيرونا ونادي قادش ونادي ماتارو وHuracán Valencia CF ‏ ونادي تيراسا ‏ ونادي فيغيراس ‏.

## وصلات خارجية
- ميجيل أنخيل غونزاليس غونزاليس على موقع قاعدة بيانات كرة القدم.إي يو (الإنجليزية)
- ميجيل أنخيل غونزاليس غونزاليس على موقع Soccerbase.com (لاعب) (الإنجليزية)
- ميجيل أنخيل غونزاليس غونزاليس على موقع Soccerway.com (الإنجليزية)
- ميجيل أنخيل غونزاليس غونزاليس على موقع AS.com (الإسبانية)